# Mordella aculeata
Mordella aculeata là một loài bọ cánh cứng trong họ Mordellidae. Loài này được Linnaeus mô tả khoa học năm 1758.

## Hình ảnh

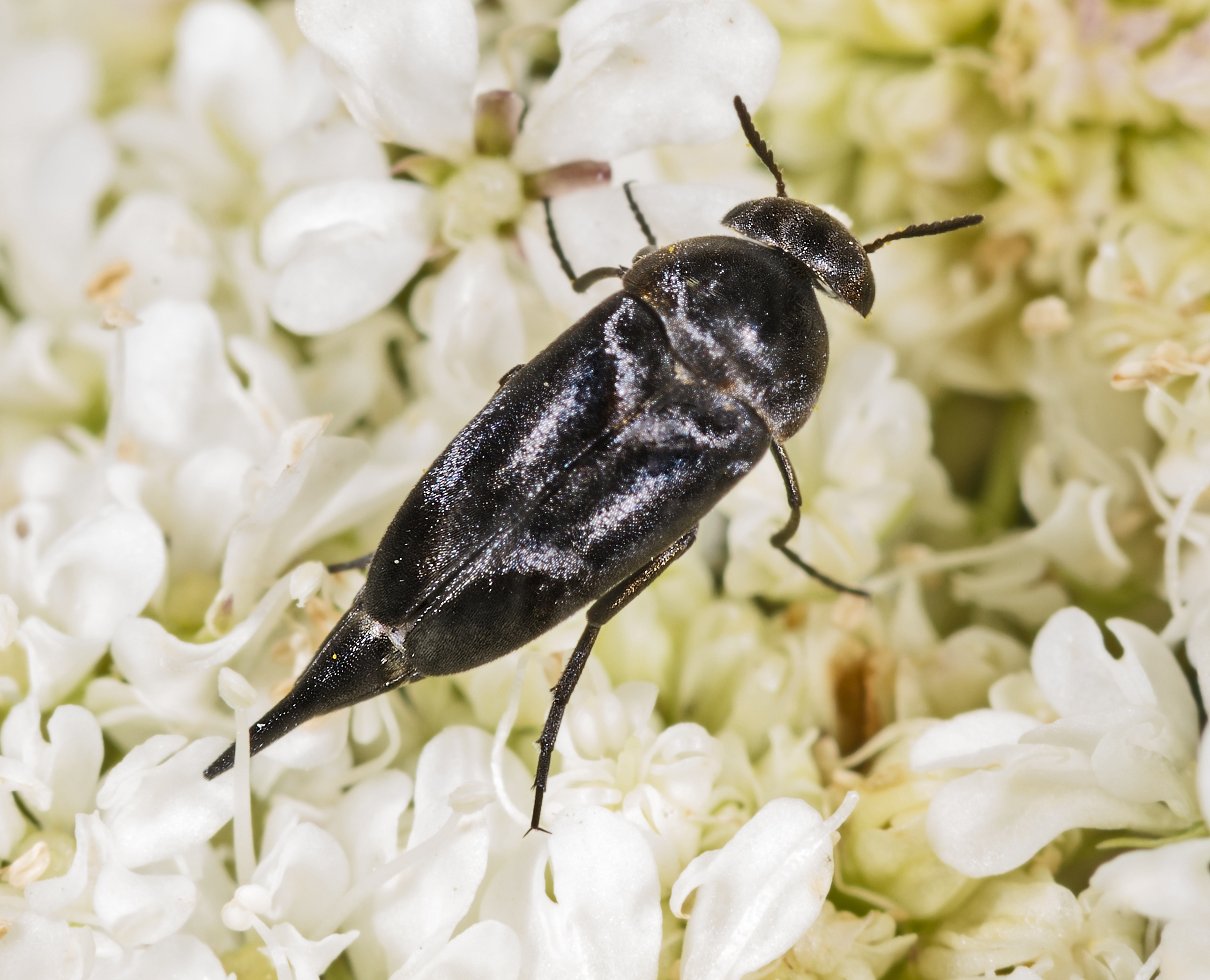
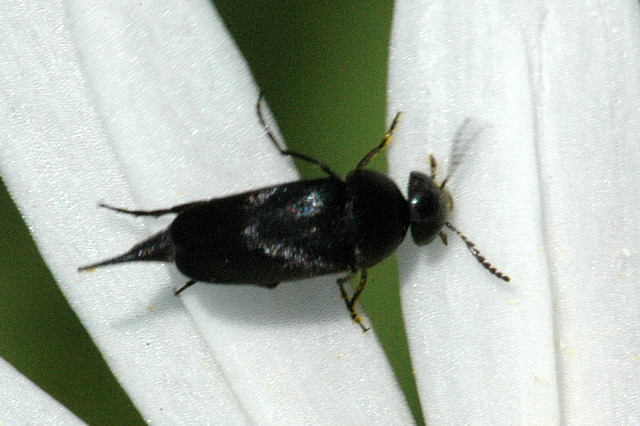
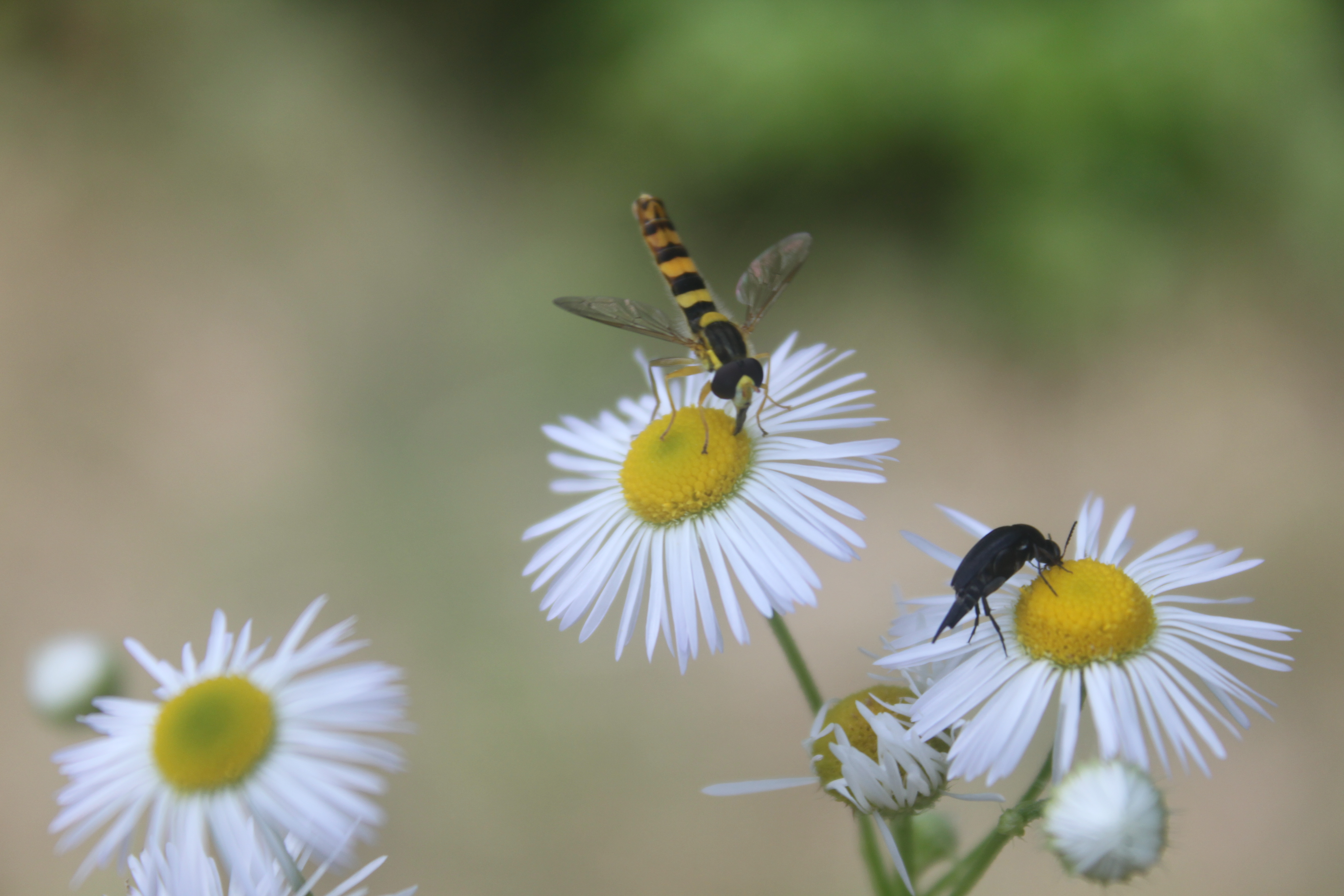
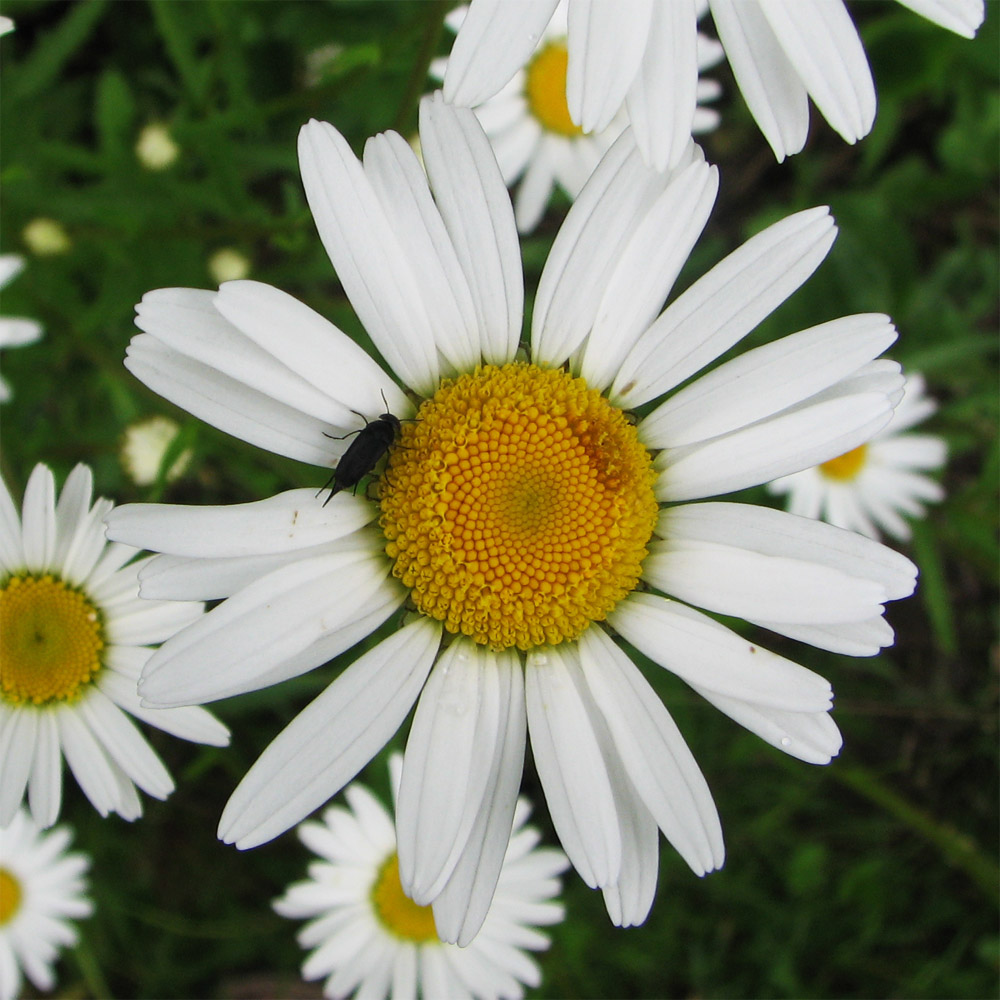